# Saint-Ouen-des-Alleux
Saint-Ouen-des-Alleux är en kommun i departementet Ille-et-Vilaine i regionen Bretagne i nordvästra Frankrike. Kommunen ligger i kantonen Saint-Aubin-du-Cormier som tillhör arrondissementet Fougères-Vitré. År 2022 hade Saint-Ouen-des-Alleux 1 308 invånare.

## Befolkningsutveckling
Antalet invånare i kommunen Saint-Ouen-des-Alleux
Referens:INSEE